# Barkhad Abdi
Barkhad Abdi (somali: Barkhad Abdi; àrab: برخد عبدي, Barẖad ʿAbdī) (Mogadiscio, 10 d'abril de 1985) és un actor somali nacionalitzat estatunidenc.

## Carrera
Va fer el seu debut al cinema en 2013 en el thriller d'acció Capità Phillips, pel qual va rebre diverses nominacions incloent una nominació a l'Oscar al millor actor secundari.
El gener de 2014 va aparèixer en un episodi de la sèrie Hawaii Five-0 interpretant l'ex-senyor de la guerra Roko Makoni. Aquell mateix any va estar en la pel·lícula de comèdia Trainwreck, encara que el seu personatge va ser eliminat del muntatge definitiu. També va aparèixer en el thriller de 2015 Espies des del cel interpretant a Jama Farah.
El 2017 participa en el film de suspens Extortion interpretant al pescador extorsionista haitià Miguel Kaba, al costat dels actors Eion Bailey, Danny Glover i Bethany Joy Lenz.
A causa del seu particular físic, ha interpretat preferentment a dolents freds i calculadors.

## Vida personal
Abdi va néixer el 1985 a Mogadiscio, situada a la regió meridional de Somàlia, Banaadir. Es va criar al Iemen. El seu pare és professor i té tres germans.
El 1999 a l'edat de 14 anys es va traslladar amb la seva família a Minneapolis. Posteriorment va assistir a la Minnesota State University Moorhead, situada a quatre hores al nord-oest de Minneapolis. Abans d'entrar en la indústria del cinema, va tenir problemes legals per possessió de drogues, després va treballar com a conductor de limusines i al moment d'entrar a actuar treballava amb el seu germà en una botiga de venda i serveis per a mòbils.Abdy no té formació prèvia com a actor.

## Filmografia

### Cinema
| Any  | Títol                                  | Rol             | Director                 | Ref.  |
| ---- | -------------------------------------- | --------------- | ------------------------ | ----- |
| 2013 | Capità Phillips (Captain Phillips)     | Abduwali Muse   | Paul Greengrass          | [ 3 ] |
| 2015 | Espies des del cel                     | Jama Farah      | Gavin Hood               |       |
| 2016 | Grimsby                                | Tabansi Nyagura | Louis Leterrier          |       |
| 2017 | The Pirates of Somalia                 | Abdi            | Bryan Buckley            |       |
| 2017 | Extortion                              | Miguel Kaba     | Phil Volken              |       |
| 2017 | Good Time                              | Dash            | Joshua Safdi / Ben Safdi |       |
| 2017 | Blade Runner 2049                      | Doc Badger      | Denis Villeneuve         |       |
| 2018 | The Extraordinary Journey of the Fakir |                 | Marjane Satrapi          |       |

### Televisió
| Any  | Títol      | Rol           | Notes                        |
| ---- | ---------- | ------------- | ---------------------------- |
| 2015 | Hawaii 5.0 | Roko Makoni   | Episodi: "I 'Imi pono"       |
| 2016 | Family Guy | Abduwali Muse | veu;Episodi: "Road to Índia" |

## Nominacions
Oscar
| Any                  | Categoria                       | Pel·lícula      | Resultat |
| -------------------- | ------------------------------- | --------------- | -------- |
| Premis Oscar de 2013 | Oscar al millor actor secundari | Capità Phillips | Nominat  |

Globus d'Or
| Any  | Categoria                             | Pel·lícula      | Resultat |
| ---- | ------------------------------------- | --------------- | -------- |
| 2014 | Globus d'Or al millor actor secundari | Capità Phillips | Nominat  |

Premis BAFTA
| Any  | Categoria                   | Pel·lícula      | Resultat  |
| ---- | --------------------------- | --------------- | --------- |
| 2014 | Millor actor de repartiment | Capità Phillips | Guanyador |

Premis del Sindicat d'Actors
| Any  | Categoria                   | Pel·lícula      | Resultat |
| ---- | --------------------------- | --------------- | -------- |
| 2014 | Millor actor de repartiment | Capità Phillips | Nominat  |

Critics' Choice Movie Awards
| Any  | Categoria                   | Pel·lícula      | Resultat |
| ---- | --------------------------- | --------------- | -------- |
| 2014 | Millor actor de repartiment | Capità Phillips | Nominat  |